# 奇切烏鄉

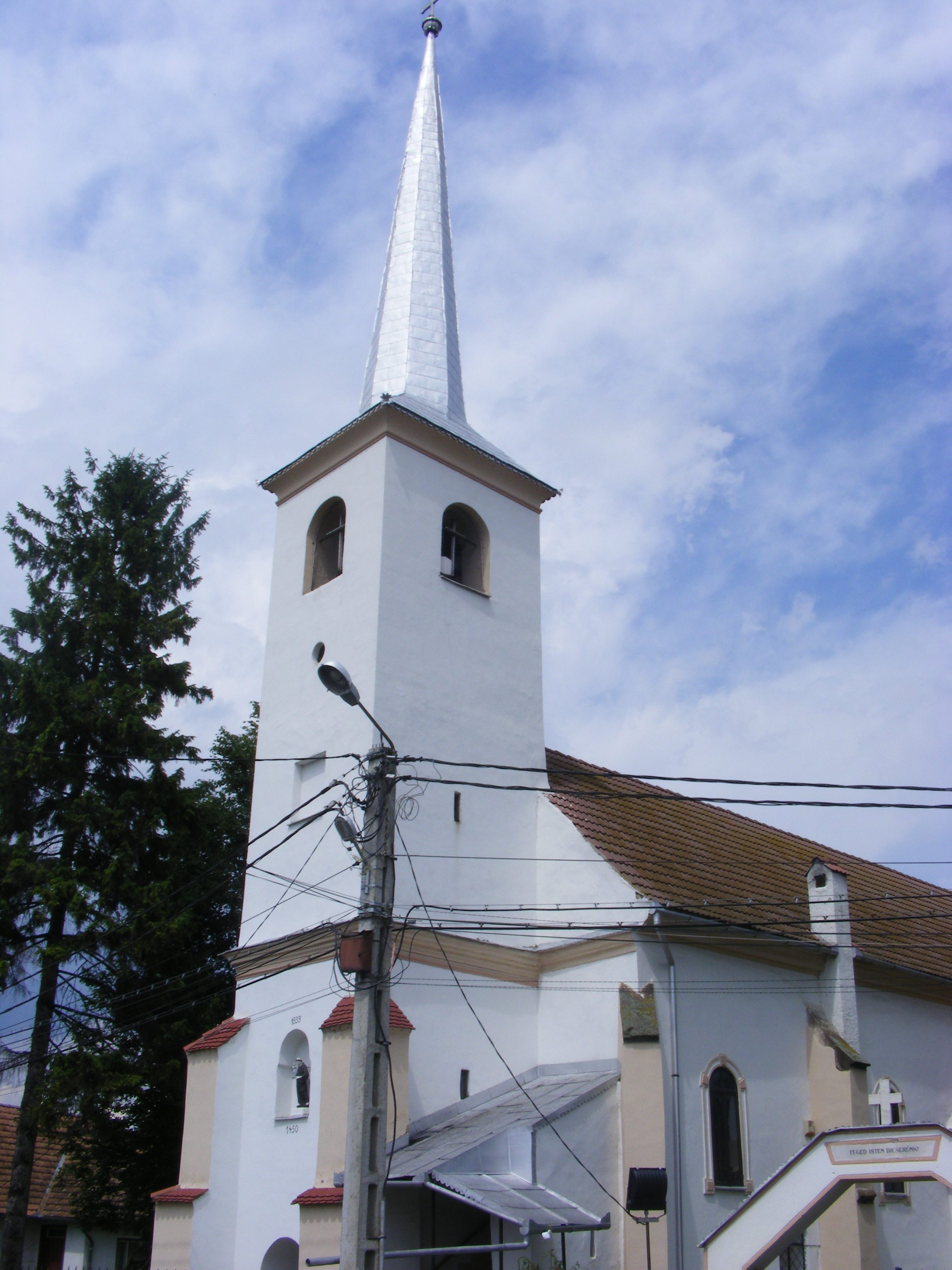

46°25′0″N 25°47′0″E / 46.41667°N 25.78333°E
奇切烏鄉（羅馬尼亞語：Comuna Ciceu, Harghita），是羅馬尼亞的鄉份，位於該國中部，由哈爾吉塔縣負責管轄，面積69平方公里，海拔高度689米，2007年人口2,710，人口密度每平方公里39人。